# Ajub Magomadov
Ajub Andarbekovič Magomadov (in russo Аюб Андарбекович Магомадов?; Groznyj, 13 gennaio 1989) è un artista marziale russo, rappresenta il jiu jitsu brasiliano, con la cintura marrone da Alessandro "GiGi" Paiva.
Ajub Magomadov è un membro del team Alliance Jiu-Jitsu, uno dei top team di Jiu jitsu brasiliano nel mondo. Premiato in tanti tornei, sia in Russia sia all'estero, è considerato uno dei più riusciti artisti marziali russi in questo campo.

## Biografia
Ajub Magomadov è nato il 13 gennaio 1989 anno a Groznyj, in Cecenia. Nel 1994, in seguito alla prima guerra cecena, si trasferì con la sua famiglia a Mosca.
Ajub cominciò ad allenarsi all'età di 10 anni, in una scuola locale di judo. 
Magomadov ha deciso di provare il suo potere in Jiu jitsu brasiliano. Adesso lui possiede una cintura marrone da Alexandre Paiva, ha vinto premi in numerosi tornei internazionali e anche ha partecipato ad eventi come Campionati del mondo di Abu Dhabi l'anno 2017.

## Tornei

### BJJ Cup Mania II
Nel febbraio 2015 a Mosca si svolse il torneo BJJ Cup Mania II, in cui Ajub Magomadov incontrò il famoso grepplerom Rustam Chsievym che abita negli Stati Uniti. La lotta si è conclusa con una vittoria pesante di Chsieva. 

### Campionato del mondo di Brazilian Jiu-Jitsu nel 2017 di Abu Dhabi
Al campionato del mondo di 2017 ad Abu Dhabi, Ajub Magomadov si è presentato fra le cinture marroni. Nella prima lotta, il suo avversario era Damien Nitkin, che ha sconfitto Ajub 2:0. Nell'incontro successivo, il suo avversario era il brasiliano Bruno Toshto, che ha sconfitto Magomadov grazie alla sua superiorità tecnica. L'atleta russo ha vinto quindi la medaglia di bronzo.
| Il risultato | Torneo                                  | Luogo                       | Peso       |
| ------------ | --------------------------------------- | --------------------------- | ---------- |
| Argento      | Campionati russi (FILA), 2011           | Ramenskoe, Russia           | 90 kg      |
| Bronzo       | Campionato mondiale (FILA), 2012        | Cracovia, Polonia           | 77 kg      |
| Oro          | International Open (IBJFF), 2014        | Mosca, Russia               | 94 kg      |
| Bronzo       | Open Roma (IBJJF), 2015                 | Roma, Italia                | 94 kg      |
| Bronzo       | Rio Summer Open (IBJJF), 2016           | Rio de Janeiro, Brasile     | 88 kg      |
| Oro          | Berlin International Open (IBJJF), 2016 | Berlino, Germania           | 94 kg      |
| Oro          | Berlin International Open (IBJJF), 2016 | Berlino, Germania           | l'assoluto |
| Oro          | Arnold Classic Brasile, 2016            | Rio de Janeiro, Brasile     | l'assoluto |
| Bronzo       | Munich Open (IBJJF), 2017               | Monaco di Baviera, Germania | l'assoluto |
| Oro          | Munich Open (IBJJF), 2017               | Monaco di Baviera, Germania | 94 kg      |